# Ascanio Assirelli
Ascanio Assirelli (Empoli, 27 marzo 1920 – Empoli, 7 agosto 1981) è stato un calciatore italiano, di ruolo portiere.

## Carriera
In carriera ha militato esclusivamente in formazioni toscane. Ha disputato due campionati di Serie A con il Livorno per complessive 40 presenze. Nella stagione 1942-1943, nella quale i labronici sfiorano la conquista dello scudetto giungendo ad un solo punto dal Grande Torino, si alterna fra i pali con Porthus Silingardi.
Ha collezionato inoltre 24 presenze in Serie B con le maglie di Empoli e Siena. Con gli azzurri toscani conclude la carriera ad alto livello, nel 1949.

## Palmarès

### Club

#### Competizioni regionali
- Prima Divisione: 1

Empoli: 1936-1937